# Camargue

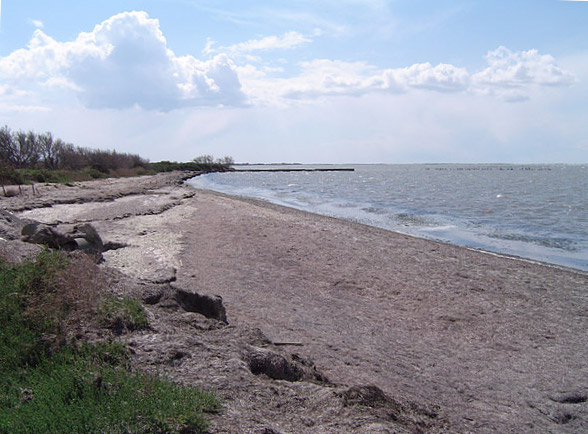
Costa dell'Étang de Vaccarès

La Camargue (nome francese, AFI: /ka.maʁɡ/), in italiano e occitano Camarga, è la zona umida a sud di Arles, in Francia, fra il Mar Mediterraneo e i due bracci del delta del Rodano. Il braccio orientale si chiama Grand Rhône; quello occidentale Petit Rhône.
Un'estensione dell'area, la Petite Camargue (Piccola Camarga), subito ad ovest del Petit Rhône (Piccolo Rodano), si trova nel dipartimento del Gard.

## Geografia

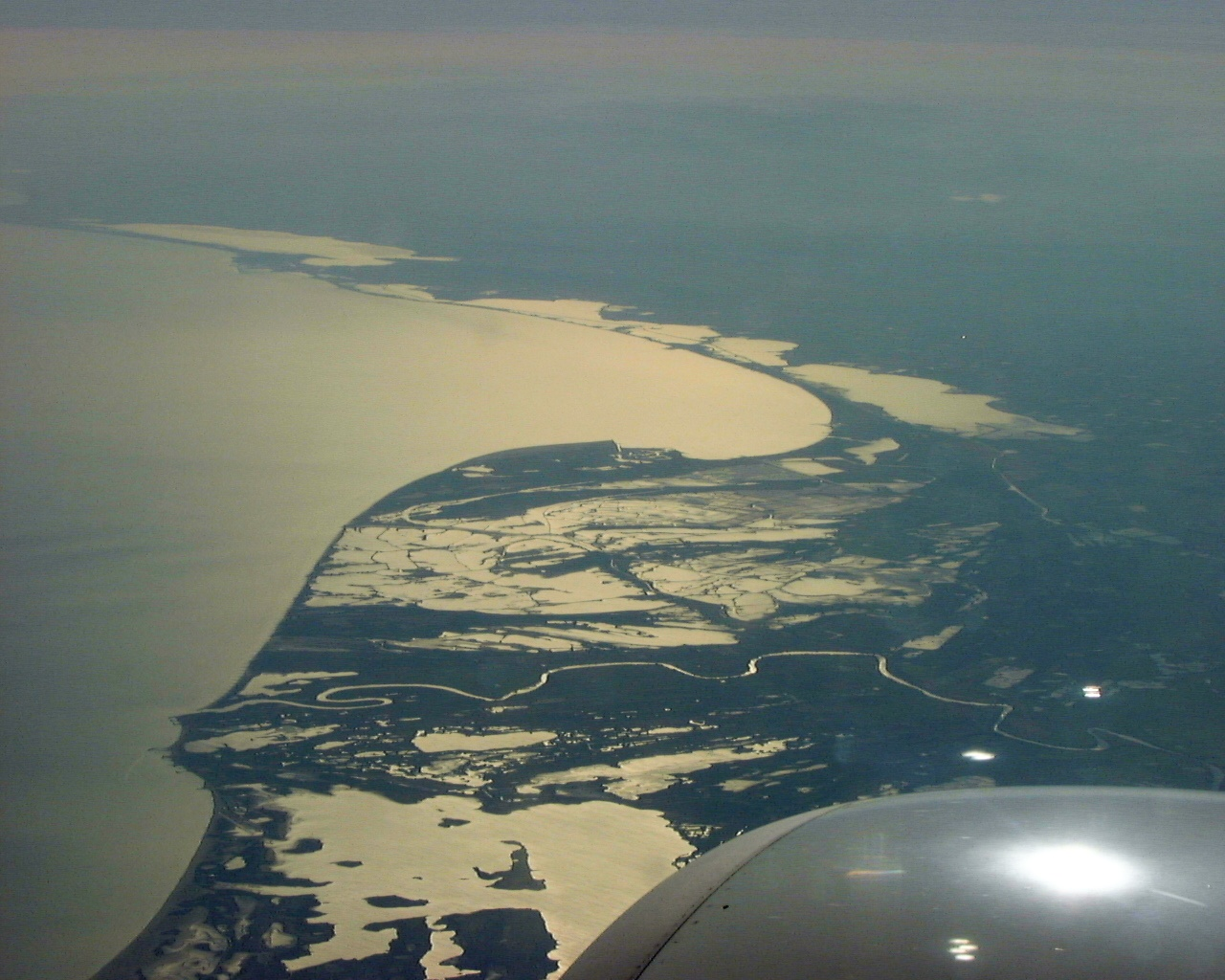
Il delta del Rodano nella regione della Camargue

Con un'area di oltre 930 km² la Camargue è il più grande delta fluviale dell'Europa occidentale (tecnicamente è però un'isola, essendo completamente circondata dalle acque). Essa è una vasta pianura comprendente vaste lagune (étangs) di acqua salata divisi dal mare da banchi di sabbia e circondati da paludi coperte da canneti, a loro volta attorniati da grandi aree coltivate. Approssimativamente un terzo della Camargue è formato da laghi o paludi.
L'area centrale intorno alla costa dell'Étang de Vaccarès è protetto come riserva nazionale dal 1927, per proteggere il gran numero di uccelli selvatici presenti nel territorio. Il Parco regionale della Camargue fu poi creato nel 1970.

## Flora e fauna
La Camargue è la dimora di più di 400 specie di uccelli, con gli stagni di acqua salata che forniscono uno dei pochi habitat europei per il fenicottero rosa.
Gli stagni sono poi favorevoli anche alla vita di insetti, fra cui alcune delle più feroci zanzare di tutta la Francia. Nella Camargue vive una razza particolare di cavalli, chiamata appunto Camargue. È luogo di molte specie protette ed è essa stessa area protetta.
Un altro tipico paesaggio di questa regione sono le sansouries, praterie dal suolo salato, dove cresce la salicornia, una pianta carnosa, e dove pascolano liberamente tori e cavalli di razza camarghese.
La flora della Camargue è adattata a coesistere con condizioni di acqua salata; fioriscono quindi la lavanda di mare oltre alle tamerici, ai salici ed i canneti 

## Parco regionale
Ufficialmente istituito come parco e riserva naturale nel 1972, il Parco naturale regionale della Camargue copre 820 km². Qui si possono trovare alcuni degli animali selvatici maggiormente protetti di tutta l'Europa. Esiste anche un museo che aiuta a comprendere flora, fauna e storia dell'area.
Dal 1966 l'area del parco è stato insignita del Diploma europeo delle aree protette.

## Influenza umana

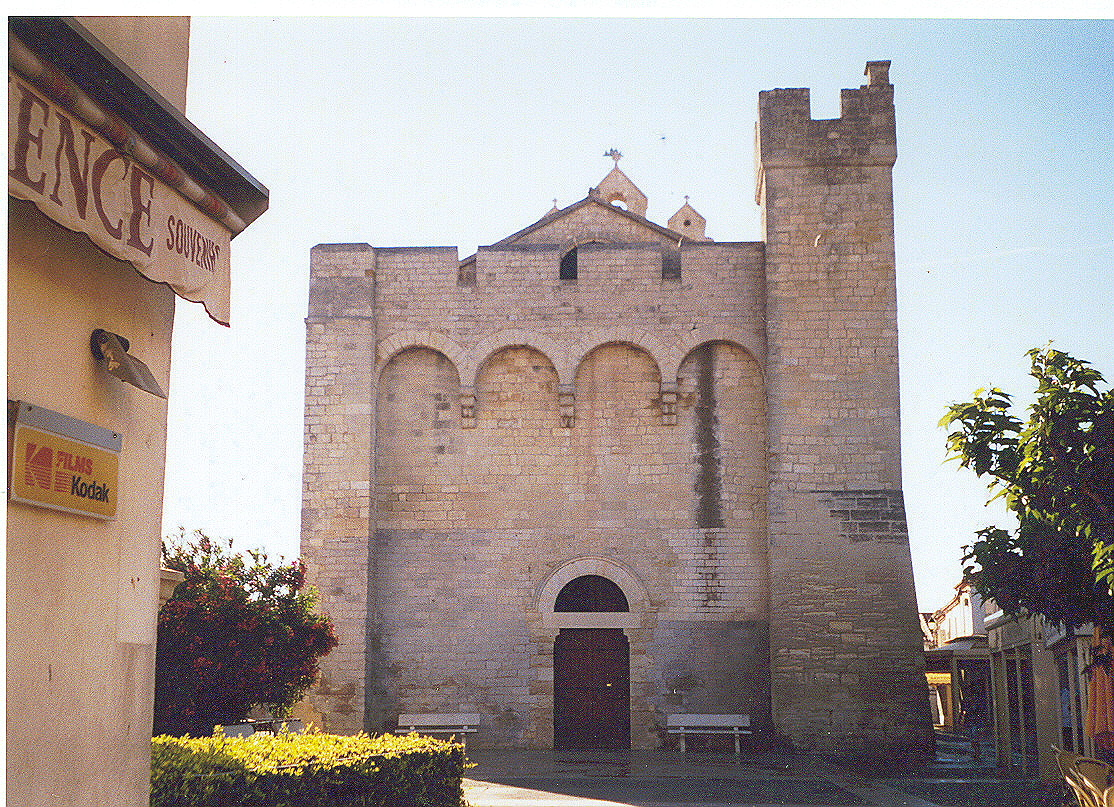
La chiesa-fortezza medioevale a Saintes-Maries-de-la-Mer

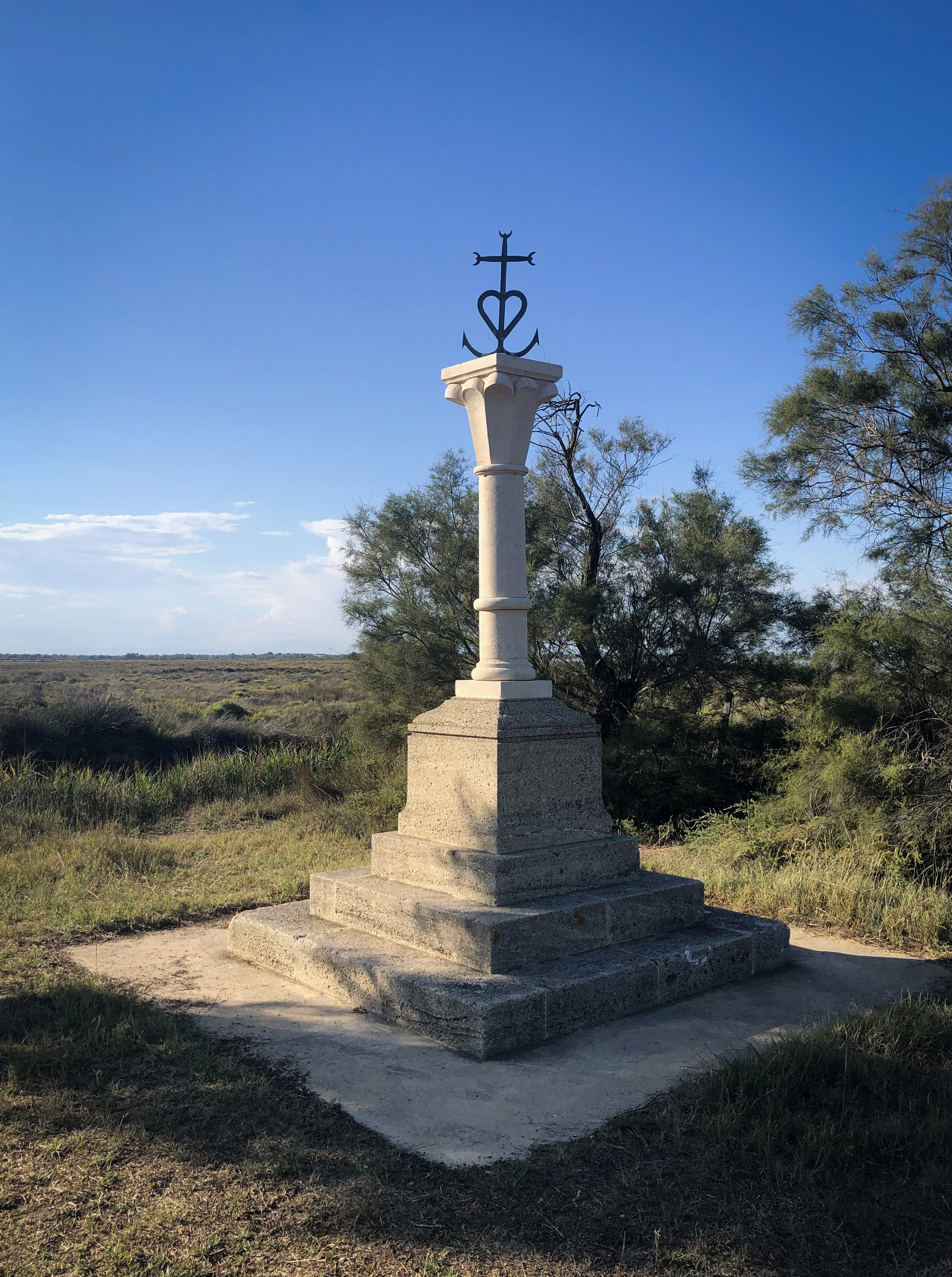
Monumento con il simbolo della Camargue, Saintes-Maries-de-la-Mer

Gli uomini hanno vissuto per secoli nella Camargue, influenzandola notevolmente con bonifiche, argini, risaie e saline. Gran parte della Camargue esterna è stata drenata per fini agricoli.
Ci sono alcune città di varia grandezza nella Camargue. La sua "capitale" è Saintes-Maries-de-la-Mer che è meta dei pellegrinaggi annuali del popolo Rom in venerazione di Santa Sara.
Altre città notevoli sono Arles che si trova all'estremo nord del delta, all'altezza della biforcazione principale del Rodano, e la città-fortezza medievale di Aigues-Mortes sul bordo occidentale della zona, nella Petite Camargue.
I confini della Camargue sono costantemente modificati dal Rodano che trasporta a valle enormi quantitativi di melma - circa 20 milioni di m³ l'anno. Alcuni étangs sono proprio ciò che rimane di antichi bracci del fiume. La tendenza generale è l'estensione della terra emersa all'interno del Mar Mediterraneo.
Così Aigues-Mortes per esempio – sulla costa quando fu costruita – è ora circa a 5 km all'interno. Il passo del cambiamento si è modificato negli ultimi tempi a causa di barriere artificiali, come dighe sul Rodano e marine, che tuttavia non impediscono il verificarsi delle alluvioni che rimangono un problema che caratterizza la regione.

## Etimologia
Secondo alcuni studiosi (Bénédicte e Jean-Jacques Fénié) il nome Camargue deriverebbe dal nome di un senatore romano della gens Annia, allora molto influente ad Arles.
Secondo altre varie ipotesi, il nome deriverebbe da Ca-mar ("campo ricoperto d'acqua", in dialetto celto-ligure), cara-marca ("cara frontiera", in lingua occitana, oppure, sempre in lingua occitana, n'a cap marca ("non c'è frontiera").
Ma forse l'etimologia più corretta, anche se inaspettata, è quella di Caii Marii Ager (campo di Gaio Mario, in latino), ipotesi sostenuta dallo storico Louis-Pierre Anquetil nella sua opera Histoire de France (ed. 1833, tomo 1, pagg. 52 ss., ed. 1851-1853, tomo 1, pag. 40), nonché dalla tradizione orale della città di Arpino, ove Gaio Mario ebbe i natali nel 156 a.C.; la quale tradizione sostiene che, dopo aver sconfitto i Germani ad Aquae Sextiae (Aix-en-Provence) e nella battaglia dei Campi Raudii, all'apogeo della sua gloria, Mario non dimenticò la sua patria d'origine e, disponendo della Gallia transalpina come terra di conquista, donò ad Arpino quei territori, le cui rendite servirono a mantenere i templi e gli edifici pubblici della città.

## Leggende e tradizioni popolari
- Una tradizione popolare vuole che, intorno al 48 d.C., le donne seguaci di Gesù di Nazaret, Maria Maddalena, Maria di Betania e sua sorella Marta e Maria madre di Giacomo, fossero approdate in Camargue dopo le prime persecuzioni in patria, e qui avessero diffuso il credo cristiano.
- Un'altra leggenda narra che le paludi della Camargue fossero abitate da un terribile mostro, la Tarasca, che passava il tempo a terrorizzare la popolazione. Santa Marta, con la sola preghiera, lo fece rimpicciolire in dimensioni, così tanto da renderlo del tutto innocuo, e lo condusse nella città di Tarascona, dove fu ucciso dalla popolazione locale.
- Una tipica tradizione popolare della Camargue è la course camarguaise che, a differenza della corrida, non prevede l'uccisione dell'animale ma la sottrazione di oggetti al toro da parte dei partecipanti (detti raseteurs e tourneurs), come piccole coccarde e laccetti, precedentemente legati alle corna e alla testa del toro.